# 胸腔外科學
胸腔外科学（英語：thoracic surgery）也俗称肺外科（lung surgery）、胸外科，常常和心脏外科一起和合称心胸外科（cardiothoracic surgery），是外科学下属的一门医学专科，专门研究胸腔内器官，包括肺、氣道與呼吸系統、胸壁、縱隔（包括心包、胸腺和部分食道）、横膈以及這些器官病变和外伤的诊断及治疗。